# USS Ahoskie (YTB-804)
USS Ahoskie (YTB-804) – amerykański duży holownik portowy typu Natick pełniący służbę w United States Navy.
Holownik zamówiono 4 marca 1969. Stępkę jednostki położono 23 czerwca 1969 w Sturgeon Bay w firmie Peterson Builders. Zwodowany 14 stycznia 1970. Dostarczony Marynarce 7 lipca 1970.
Holownik został przydzielony do 6 Dystryktu Morskiego (ang. 6th Naval District) i bazował w Charleston. Przez cały okres służby zapewniał usługi holownicze i inne jednostkom w porcie w Charleston.
Od około 2000 w cywilnej służbie w Eastport. Drewniana plakietka na kominie identyfikuje jednostkę jako „Ahoskie”.